# 長浜港 (愛媛県)
長浜港（ながはまこう）は、愛媛県大洲市の肱川河口にある港湾（地方港湾）である。港湾管理者は愛媛県。

## 概要
歴史的には、肱川の河口にあることから、肱川を下ってきた木材や蝋の集散地として栄え、積み替え港として繁栄した。今日では、離島航路のほか、木材、砂・砂利等の扱いが中心となっている。また、東側は埋め立てられ、工業団地となっている。

## 航路
大洲市（旧・長浜町）の離島である青島と結ぶ航路がある。
1969年から、四国西南地域と中国地方西部とを結ぶ海上の最短ルートとして山口県熊毛郡上関町の上関港と結ぶ長浜・上関フェリーが運航された時期もあったが、利用数の不振により1972年に廃止されている。
また、1973年から1977年まで、神戸港（東神戸フェリーセンター）と結ぶ四国海運（サンフェリー）が運航されていた。